# Rio Rita (1942)
Rio Rita (bra Rio Rita) é o título de um filme comédia musical estadunidense de 1942, estrelado pela dupla humorística Abbott & Costello e que conta com a participação especial da bailarina brasileira, Eros Volúsia. Por conta disto a estreia do filme no Brasil foi antecipada, ocorrendo em janeiro de 1943.
O filme, baseado em musical homônimo de 1927 (e anteriormente já adaptado para o cinema em filme de 1929), foi trazido para o contexto da II Guerra Mundial e retratava uma situação de espionagem alemã.
Nesta refilmagem a Metro, que adquirira os direitos da história, aproveitou somente a canção-título do musical que fora filmado no começo do cinema falado, e o enredo foi enquadrado para se adequar à dupla Abbott & Costello.

## Enredo
A história se passa na pequena cidade mexicana de Vista del Rio onde, num hotel, a jovem Rita Winslow espera reencontrar Ricardo Montera, que fora bem jovem morar nos Estados Unidos, fizera sucesso em Hollywood e estava de volta; Rita, por sua vez, era a dona do hotel desde que seu pai morrera.
Para gerenciar o hotel Rita contratara Maurice Craindall, um espião nazista que orienta seus asseclas Jake, Trask e Gus para, aproveitando-se da transmissão da festa pelo rádio, enviar secretamente e com base num livro de códigos, mensagem para todos os seguidores do Reich promoverem ataques nos EUA: assim, por meio de palavras inseridas nos comerciais do programa de Ricardo, este leria as palavras que dariam início aos atentados.
Rita resolve dar uma volta a cavalo e, atando à sela uma vitrola na qual ouvia os sucessos de seu amado Ricardo, parte do hotel justo quando o astro ali chega e, vendo tão bela mulher a cavalgar, resolve tomar uma montaria para segui-la, sem saber de quem se tratava; quando a encontra, ela está a ouvir um disco em que ele canta que é interrompido, Ricardo continua a música em pessoa e logo ela está em seus braços num ardente beijo: acreditando que ele se lembrava dela, Rita diz estar surpresa por ele não a ter esquecido, mas o artista então pergunta-lhe onde foi que se conheceram, fazendo-a perceber que ele não sabia quem ela era; após identificar-se, furiosa, ela partiu alheia às desculpas que o homem lhe dava.
Ao voltar para o México Ricardo trouxera, sem saber, dois passageiros clandestinos: um magro e alto, chamado Doc; o outro, gordo e baixo, apelidado Wishy; ambos acreditavam que entraram num carro que os levaria ao Brooklyn, não para aquele país; esfomeados, andam pelo hotel e veem por uma janela algumas maçãs que planejam roubar pensando tratar-se de frutas verdadeiras; elas eram, na verdade, aparelhos alemães de transmissão que um submarino entregara ao espião Craindall para que este os distribuísse entre os agentes do Eixo a fim de instruir seus sabotadores.
Wishy consegue entrar no quarto pela janela e começa a repassar as falsas maçãs ao colega Doc, que ficara a esperar do lado de fora; em seguida os dois esfomeados vão para baixo de uma árvore onde descobrem serem todas falsas e, jogando-as fora, uma delas é engolida pelo cão de guarda do hotel que, ato contínuo, passa a emitir de sua barriga uma música que é símbolo da polícia montada do México.
Enquanto isto Rita se arrependera da forma como tratara Ricardo e volta a procurá-lo, vindo a encontrá-lo a conversar com uma das componentes do show do hotel, Lucette Brunswick; ela é tomada de ciúmes, mas novamente está errada: o rapaz perguntava justamente por ela ao passo em que Lucette, também uma agente nazista, falava com o artista como parte do plano de seu chefe; Rita sai dali e então encontra os dois clandestinos diante da cozinha, ainda esfomeados e farejando a comida; ao lhes saber da história e do erro de destino, resolve dar-lhes o trabalho de detetives do hotel depois, claro, de alimentá-los.
Durante a noite um show tem lugar no hotel, antes de ser iniciada a transmissão por uma grande cadeia de emissoras de rádio; Ricardo entoa a canção "Rio Rita", dirigindo olhares apaixonados para a dona do hotel, mas esta se levanta e sai como quem diz não acreditar na sinceridade dele; enquanto isto Doc e Wishy entram no escritório de Craindall e bebem algo muito forte que encontram e logo passam a ter alucinações até que pensam ver um homem subir pela janela que, entretanto, era real: Harry Gantley, um agente do FBI que lhes pede auxílio contra os nazistas; revistam juntos o escritório e, numa gaveta secreta, encontram o livro-código que o agente pede a Wishy que guarde consigo; então uma mão surge na porta e desliga o interruptor: no escuro que se seguiu um tiro foi disparado e Gantley cai morto, enquanto os dois "detetives" improvisados fogem, se refugiando no barracão que Rita lhes dera para dormirem.
Sem o livro que lhe permitiria realizar a transmissão das mensagens secretas, Craindall logo imagina que este se acha na posse dos dois forasteiros e dá ordens aos comparsas para recuperá-lo; Rita estava em seu quarto, chorando, quando ouve baterem na janela: era Ricardo e ela, furiosa, diz que não quer falar-lhe; o artista, contudo, diz ter algo mais sério e urgente para tratar e lhe mostra o livro-código que os dois vigaristas lhe haviam dado, e conta a ela tudo o que estava a se passar; juntos tentarão deter os planos nazistas.

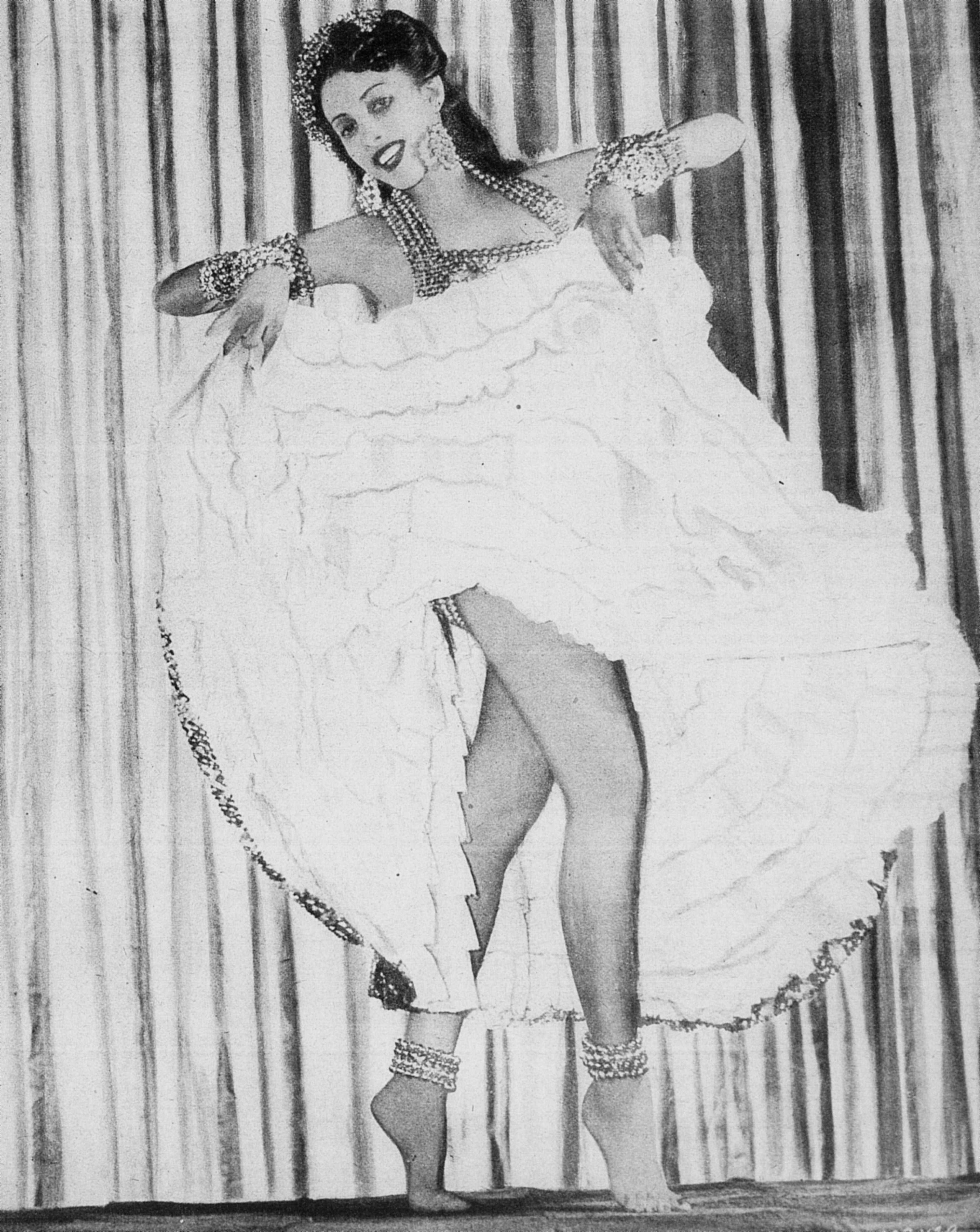
Eros Volúsia faz sua dança sensual.

Enquanto Doc sai para se divertir, agora que tinham se livrado do livro, Wishy fica deitado no barracão; Lucette fora encarregada por Craindall de obter os códigos do gordinho e ela entra no quarto, beijando-o; acreditando estar num sonho, Wishy logo então percebe que não está só e resiste ao assédio; habilidosa na sedução, ela o mantém de olhos fechados e revista o quarto atrás do livro mas, ao não encontrá-lo, sai da forma que entrou; quando o "detetive" abre os olhos, Ricardo é quem está no lugar e lhe pede para ir à cidade para chamar a polícia montada mexicana, pois os cabos telefônicos foram cortados.
Quando saía para sua missão, Wishy dá de cara com os comparsas de Craindall, que já haviam capturado seu colega Doc; os dois são levados de volta ao barracão, ali são amarrados e deixados com uma bomba-relógio programada para estourar às onze horas e vinte e cinco minutos da noite; enquanto fazem isto um burrico coloca a cabeça na janela e também ele engolira uma das maçãs falsas que, naquele momento, transmitia um discurso do ditador alemão, fazendo com que Jake se vire para saudá-lo: "Heil, Hitler!", ao que Wishy diz que já ouvira várias vezes a voz do líder alemão, mas que era a primeira vez que via sua cara; furioso, Jake parte para cima do gozador, sem perceber que Doc livrara uma das mãos e pusera escondido em seu bolso a bomba-relógio.
Enquanto isto no hotel a festa está no fim e logo terá início a transmissão do programa com a ordem de sabotagem; Rita e Ricardo estão sob a mira dos revólveres dos nazistas e este fica impaciente por não chegar a polícia; quando um novo locutor está prestes a dar início à transmissão, Ricardo ataca Craindall e um tiroteio tem início, mas é interrompido quando todos escutam o hino da polícia montada; Craindall e seus comparsas entram num carro e fogem e, quando todos vão saudar os agentes, encontram Doc e Wishy à frente de um bando de burricos que, sintonizados com as maçãs falsas em suas barrigas, tocavam a música policial.
Nisto ouvem um estouro no horizonte: era a bomba-relógio que dera cabo dos nazistas; Rita e Ricardo ficam juntos e a festa continua.

## Elenco

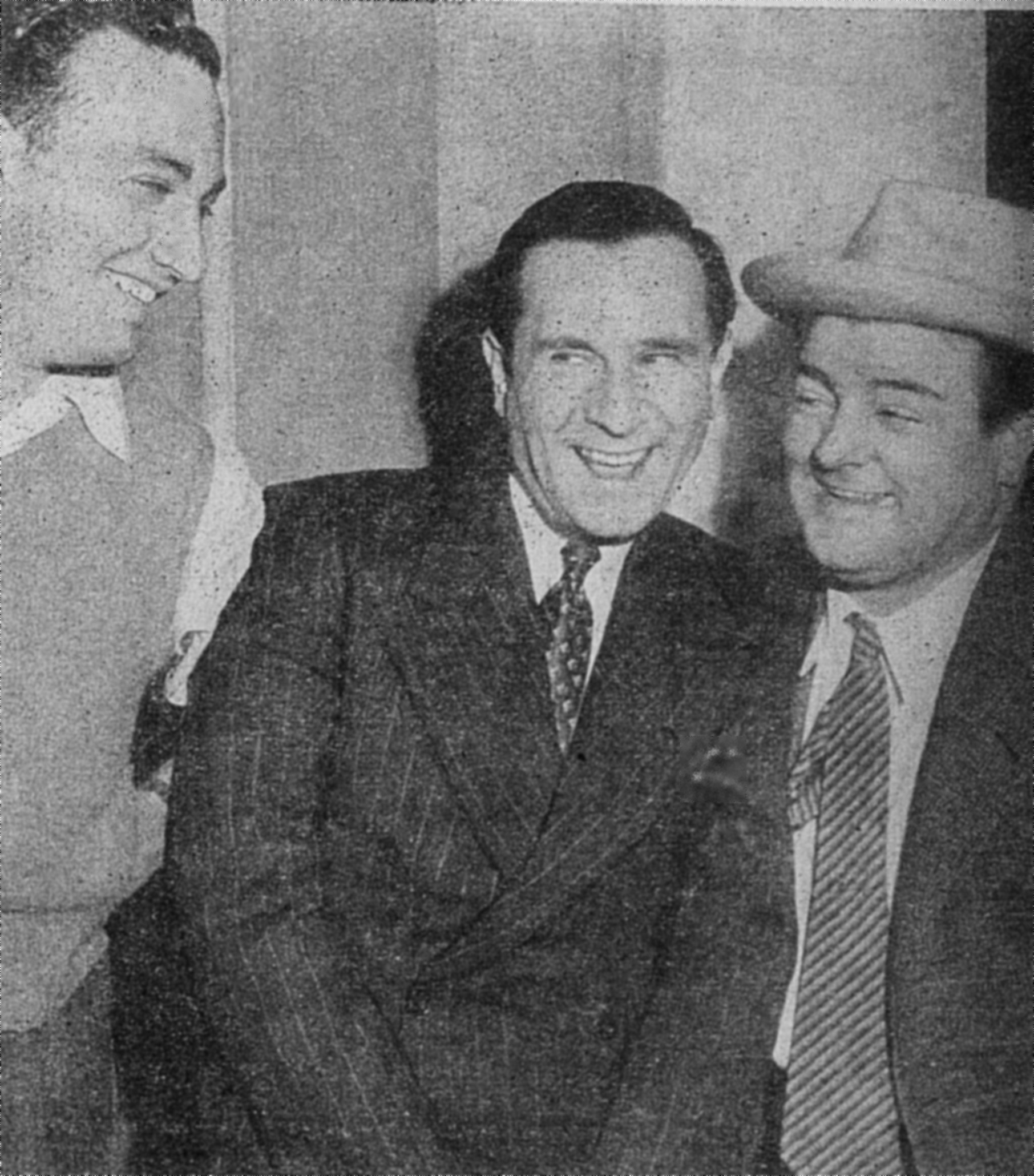
Abbott e Costello divertem o diretor S. S. Simon (ao centro) durante as filmagens.

- Bud Abbott, como 'Doc', um vagabundo clandestino
- Lou Costello, como 'Wishy', outro clandestino.
- Kathryn Grayson, como Rita Winslow
- Eros Volúsia, como ela mesma.
- John Carroll, como Ricardo Montera, o astro de Hollywood
- Patricia Dane, como Lucette Brunswick, membro do show do hotel e espiã
- Tom Conway, como Maurice Craindall, gerente do hotel e chefe dos espiões nazistas.
- Peter Whitney, como Jake, assecla de Craindall
- Barry Nelson, como Harry Gantley, agente do F.B.I.
- Arthur Space, como Trask, assecla de Craindall
- Dick Rich, como Gus, assecla de Craindall
- Eva Puig, como Marianna
- Joan Valerie, como Dotty
- Mitchell Lewis, como Julio
- Norman Abbott, como garoto da lavanderia do hotel
- King Baggot, como funcionário do hotel.

## Eros Volúsia

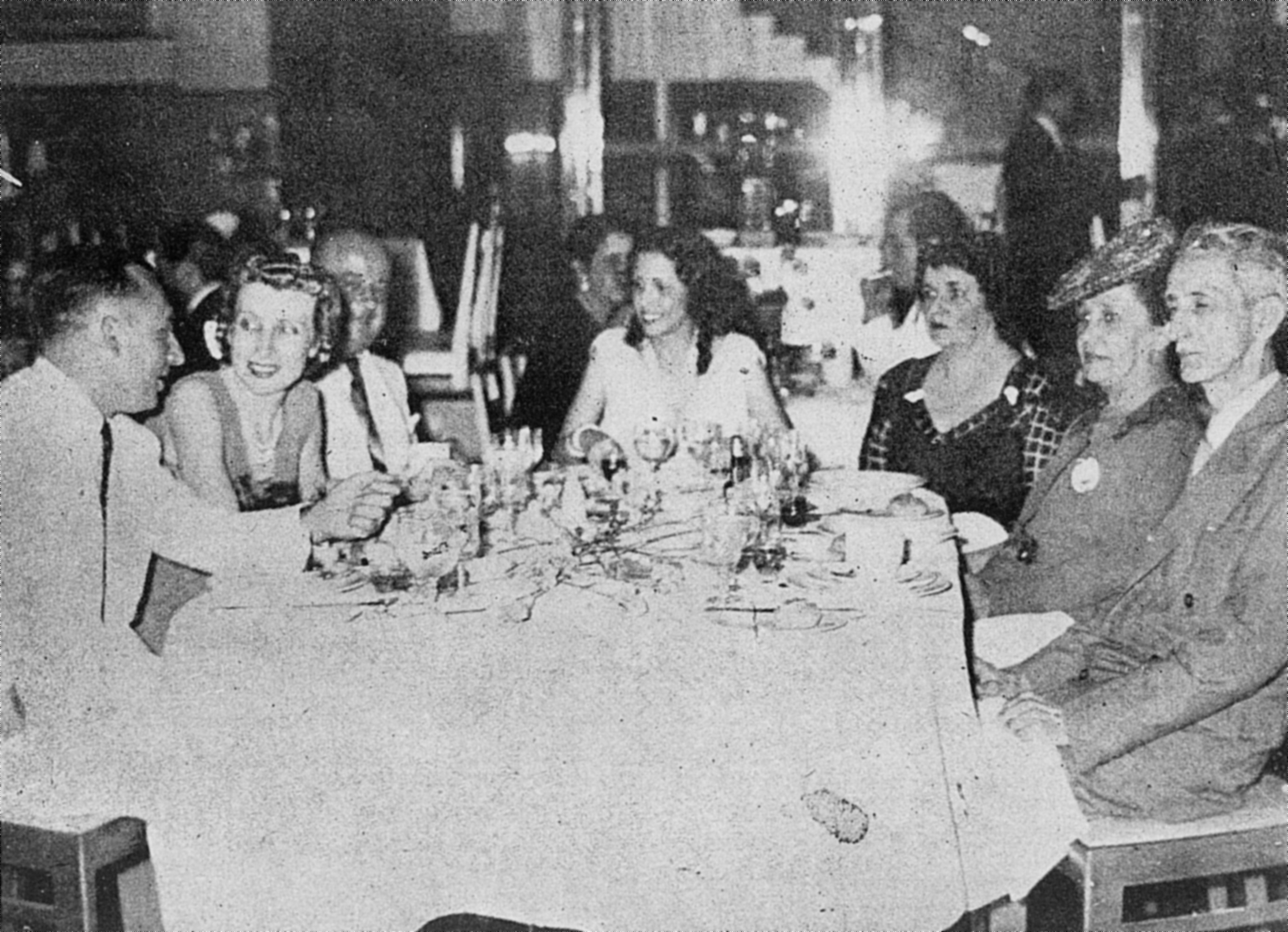
Eros (ao centro, ao lado da mãe Gilka Machado) no jantar de despedida, em 1941.

O filme marca a participação da brasileira Eros Volúsia em sua breve passagem por Hollywood; a brasileira fora contratada pela MGM após ilustrar a capa da revista Life mas, apesar dos sucesso que foi essa aparição cinematográfica, ela decidiu retornar ao Rio de Janeiro e continuar sua carreira como professora de balé.
Antes de sua ida para os Estados Unidos Volúsia fora homenageada no Rio de Janeiro com um jantar de despedida no Cassino Atlântico, em novembro de 1941; numa entrevista que então concedera revelou que a MGM lhe pagava, em valores da época, um salário semanal de mil dólares (o que equivalia a cinquenta contos de réis); além disto o estúdio pagara as passagens de ida e volta dela e da mãe, a poetisa Gilka Machado, e ainda permitira que realizasse apresentações em "night-clubs" enquanto ficasse no país.
Na revista sobre cinema A Cena Muda foi resumido o orgulho que sua participação dava ao público brasileiro: "para nós, brasileiros, entretanto, há um outro ponto de especial agrado em Rio Rita. Referimo-nos à presença de Eros Volúsia no cast, fazendo um ligeiro número de três minutos no máximo, mas assim mesmo cativando o público. Bonita, dançarina emérita, ela tem todas as qualidades para vencer no cinema."

## Crítica
A revista brasileira especializada A Cena Muda deu nota 2,5 para o filme (numa escala em que 1 = regular; 2 = bom; 3 = muito bom e 4 = ótimo); segundo a avaliação o filme foi centrado na dupla de humoristas e aos números musicais de Carrol e Grayson, portanto "não se pode esperar dele muita coisa" e que o romance entre os dois não convence muito, mas este é um detalhe que passa despercebido.
Ainda segundo a revista os números musicais são bons, com exceção da canção "Dinorah" que foi inserida totalmente fora de contexto; conclui que "é um espetáculo divertido, que se assiste com prazer", e realça o tom político da guerra ao assinalar: "a registrar, ainda, a excelente caracterização de Hitler — ou melhor — a perfeita exteriorização do ditador alemão feita por um... burro!".